# Углекислая ванна
Углекислая ванна — медицинская процедура, при которой пациент погружается в углекислую минеральную среду.

## Сухая углекислая ванна
Сухая углекислая ванна (СУВ) — процедура, обеспечивающая дозированный поток углекислого газа и пара без наличия воды. Газ подаётся вместе с подогретым паром, который необходим для расширения пор и обеспечения качественного проникновения углекислоты в организм.
В отличие от водной углекислой ванны, в которых вода насыщается углекислотой (газовые ванны — вид бальнеотерапии), в «сухой» ванне пациент оказывается в увлажнённой газовой среде.
Горячий пар подогревает ложе, где находится пациент, увеличивая комфортность процедуры. Ванна может включать дополнительные лекарственные препараты, лечебные грязи, ароматические масла.
Сухая углекислая ванна представляет собой стеклопластиковую кабину-ёмкость с сиденьем с пневмолифтом, закрывается плотной мембраной с отверстием для головы. В пространство кабины через форсунку подаётся смесь нагретого воздуха с углекислотой. Пациент помещается в ванну таким образом, что снаружи остаётся только голова, а тело закрывается специальной накидкой для предотвращения выхода газа за пределы ванны.
В результате пациент дышит атмосферным воздухом, в то время как его тело на протяжении 15—20 минут обрабатывается подогретым до 28—33 °С углекислым газом. Используемая среда: 95—100 % углекислый газ. Управление процедурой осуществляется с помощью цветного ЖК-экрана.
Требования к помещению, в котором устанавливается оборудование для проведения процедур: хорошо проветриваемое помещение, снабжённое вытяжкой для устранения углекислоты.
Углекислый газ (CO2) — это бесцветный, не имеющий запаха, нетоксичный и негорючий, слабокислотный сжиженный газ. Он тяжелее воздуха и хорошо растворяется в воде. Эти свойства используются при прохождении процедуры. После проникновения через кожу углекислый газ вызывает расширение сосудистой системы, ускоряет образование новых кровеносных сосудов в повреждённых тканях и вызывает выброс кислорода в ткани.
Углекислый газ улучшает микроциркуляцию, способствует более быстрому выведению продуктов жизнедеятельности, улучшает основной обмен в жировых тканях, способствует похудению и уменьшению целлюлита, улучшает регенерацию тканей, эластичность и текстуру кожи.
Сухая углекислая ванна относится к категории эффективных процедур. Используется при плохом кровоснабжении в крови и лимфатической системе, особенно при сахарном диабете. Позволяет быстрее реабилитироваться при травмах мягких тканей.